# Stretch You Out
Stretch You Out è un singolo della cantante statunitense Summer Walker, pubblicato il 24 settembre 2019 come secondo estratto dall'album in studio di debutto Over It.

## Classifiche
| Classifica (2019) | Posizione massima |
| ----------------- | ----------------- |
| Regno Unito       | 70                |
| Stati Uniti       | 68                |